# Super Mario Odyssey
Super Mario Odyssey (スーパーマリオ オデッセイ?, Sūpā Mario Odessei) è un videogioco a piattaforme del 2017, sviluppato da Nintendo EPD e pubblicato da Nintendo in esclusiva per Nintendo Switch. È il settimo videogioco a piattaforme in 3D di Super Mario, ed è uscito in tutto il mondo il 27 ottobre 2017.
Il gioco contiene molti riferimenti a giochi passati, quali Donkey Kong, Super Mario Bros., Super Mario 64, Super Mario Sunshine, Super Mario Galaxy, Super Mario 3D Land e Super Mario 3D World.

## Trama
La trama di Super Mario Odyssey si svolge poco tempo dopo Super Mario 3D World, ed è incentrata sull'ennesimo rapimento della Principessa Peach organizzato da Bowser, il quale, questa volta, ha deciso di sposare la principessa e si è affidato ai Broodals, un'organizzazione matrimoniale formata da conigli, che nel corso del gioco rubano vari oggetti da diversi regni per preparare le nozze. Appresa la notizia, Mario sale subito sulla nave volante di Bowser per salvare la principessa, ma, dopo una breve lotta contro il re dei Koopa, quest'ultimo gli lancia addosso il cilindro del suo abito nuziale, scaraventandolo fuori dal veicolo. Proclamando vittoria, Bowser calpesta il cappello dell'idraulico in segno di disprezzo e lo lancia fuori bordo facendolo finire tra le eliche dell'aeronave, dove viene distrutto. Ripresi i sensi e trovatosi nel Regno del Cappello, Mario si ritrova davanti a Cappy, uno spirito a forma di cappello che, dopo avergli spiegato che sua sorella Tiara è stata anch'essa rapita da Bowser, che la voleva far usare a Peach come coroncina nuziale, si impossessa di ciò che resta del cappello rosso di Mario, facendolo tornare normale e decide di collaborare con lui partendo all'avventura.
A questo punto Cappy illustra a Mario la cap-tura, grazie alla quale Mario può entrare nei nemici e ottenere varie abilità. Detto questo i 2 salgono sulla Torre Cappello dove affrontano il Broodal Topper. Quando quest'ultimo viene sconfitto appare un Generatore Elettri-zap. Mario lo cap-tura e parte alla volta del Regno delle Cascate.
Nel Regno delle Cascate Mario dovrà sconfiggere la presunta madre dei Broodals: Madame Broode, che quando cadrà a terra sconfitta rilascerà una Multiluna, che ha il potere di 3 Lune. Raccogliendo 5 Lune Mario riuscirà a far ripartire la Odyssey, una nave del Regno del Cappello in rovina.
Dopo aver viaggiato attorno a vari regni a bordo della Odyssey Mario riesce a raggiungere il Regno della Luna dove si svolge il matrimonio tra Bowser e Peach nella chiesa lì presente.Dopo un duro scontro Mario decide di Cap-Turare Bowser in modo tale da mettere in salvo Peach e Tiara.Nel finale Mario e Peach salgono a bordo della Odyssey per ritornare nel regno dei Funghi e festeggiare ancora una volta il suo salvataggio.

## Modalità di gioco

Schermata di gioco con Mario nel Regno delle Sabbie dopo la sconfitta di Sganassotec

Rispetto ai precedenti capitoli in 3D, Super Mario Odyssey è caratterizzato da una dinamica di gioco molto simile ai primi giochi come Super Mario 64 e Super Mario Sunshine dove l'esplorazione diventa predominante. Mario può muoversi in ambienti liberi. Il suo obiettivo è quello di recuperare le lune di energia (o semplicemente lune) delle lunette nascoste nei regni che devono essere trovate sfruttando gli oggetti circostanti e che serviranno ad alimentare l'energia di una nave volante con cui Mario stesso e Cappy viaggiano, la "Odyssey", per accedere a nuovi stage di gioco.
In questo gioco, Mario può usare alcune mosse che sono state introdotte in Super Mario 64, tra cui il salto doppio, il salto triplo, il salto a parete, la capriola all'indietro, il salto sul cappello e l'arrampicata, lo schianto a terra o il tuffo a mezz'aria, ma non può attaccare usando i calci o i pugni. Al suo posto dovrà lanciare il suo cappello, impossessato da Cappy, per liberarsi dei nemici oppure per prendere le loro sembianze e sfruttare nuove abilità.
A seconda del regno esplorato cambierà anche la moneta, dove sarà possibile raccogliere delle monete di diverso tipo durante il gioco e spenderle per acquistare abiti, adesivi e souvenir per la Odyssey.
Rispetto ai precedenti capitoli in 3D, non ci sono vite limitate, ma vere e proprie vite infinite che rendono impossibile il Game Over per il giocatore. Se Mario dovesse cadere o perdere i 3 spicchi di vita si potrà perdere 10 monete.
Oltre alla Modalità assistita, pensata per i giocatori meno esperti, esiste nel gioco anche una modalità multigiocatore, in cui il primo giocatore veste i panni di Mario, mentre il secondo quelli di Cappy.
Durante il Mini Nintendo Direct di gennaio 2018, Nintendo annunciò un DLC del gioco, che introduce: nuovi indumenti per Mario, nuovi filtri alla cattura e un mini-gioco chiamato Caccia al Palloncino, che si sblocca alla fine della modalità storia, con il quale viene introdotto Luigi. In questo mini-gioco, il giocatore può nascondere un palloncino o trovare quello di altri giocatori di tutto il mondo, connettendosi ad Internet, ricevendo da Luigi monete che variano a seconda del livello del giocatore: più è alto, più si ricevono monete. Si possono ottenere monete extra se si eseguono vari obiettivi, come trovare un palloncino in meno tempo possibile, trovarli di fila senza sbagliare e via dicendo. L'aggiornamento del software è gratuito e reso disponibile dal 23 febbraio 2018, in tutto il mondo.
Successivamente, sono stati pubblicati altri aggiornamenti, che prevedono solo costumi e filtri alla cattura.
Il 26 aprile 2019 è stata aggiunta l'opzione VR dove bisogna raccogliere strumenti musicali e darli a dei musicisti. Inoltre chi non ha le 999 lune può avere dei costumi alternativi per Mario, cosa che era possibile solo per chi aveva 999 lune.

## Sviluppo
Lo sviluppo del gioco iniziò nel 2014, subito dopo la pubblicazione di Super Mario 3D World, uscito per Wii U alla fine del 2013. La direzione fu assunta da Kenta Motokura e il ruolo di produttore fu assunto da Yoshiaki Koizumi, mentre il creatore della serie, Shigeru Miyamoto, pur non essendo coinvolto direttamente nel progetto, decise di aiutare il team ascoltando e accettando le idee che gli venivano proposte.
L'intento era quello di creare un gioco della serie che non fosse rivolto ai giocatori occasionali, come i giochi lineari usciti dopo Super Mario Sunshine, ma che si rivolgesse agli appassionati dei titoli d'azione e che fosse più libero da esplorare. Inizialmente si cercò di applicare dei concetti che potevano sembrare divertenti per l'atmosfera del gioco, tra cui la possibilità che conferisce a Mario di lanciare il cappello contro i nemici per prendere le loro sembianze, attraverso la realizzazione di molti prototipi.
Dopodiché furono proposti i regni esplorabili che furono ispirati sia ai parchi in miniatura giapponesi sia alle esperienze avute dagli sviluppatori durante i loro viaggi per il mondo. Ad esempio il Regno delle Sabbie è stato creato sulla base dei ricordi di Motokura di un suo viaggio in Messico. In particolare gli sviluppatori decisero che ogni regno sarebbe stato caratterizzato da delle meccaniche di gioco diverse e privilegiarono la scelta di aggiungere un'area di gioco urbana che sarebbe diventata in seguito il regno di New Donk City.
All'inizio Miyamoto temeva che Mario potesse stonare in certe ambientazioni, ma decise comunque di accettare le idee ad esse legate poiché il suo intento era quello di tornare in tutto e per tutto alle radici dei primi giochi in 3D della serie.
Inoltre si decise di perfezionare ulteriormente lo stile di design aggiungendo degli elementi mai visti in un gioco di Mario, come ad esempio lo stile realistico con cui sono stati realizzati gli abitanti di New Donk City.
Nonostante ciò, però, gli sviluppatori volevano aggiungere anche degli elementi familiari agli appassionati, ragione per cui si scelse di includere Pauline, la vecchia fiamma dell'idraulico italiano, tra i personaggi e di darle un ruolo importante nella storia. Difatti in questo gioco si scopre non solo che è diventata il sindaco di New Donk City, ma che ha iniziato anche a fare parte di un'orchestra jazz. Il personaggio è doppiato da Kate Higgins, la quale ha anche cantato la soundtrack del gioco, Jump Up, Super Star!, nota per essere la prima colonna sonora nella serie a presentare una parte cantata.
Un'ulteriore attenzione fu data anche alla telecamera. In Super Mario 64 e in Super Mario Sunshine poteva essere controllata dai giocatori grazie ai tasti C del controller del Nintendo 64 e allo Stick-C del controller GameCube, ma sembrava troppo complicata. Perciò gli sviluppatori decisero di rendere i suoi controlli nel gioco molto più semplici e scorrevoli attraverso la tecnologia utilizzata nei Joy-Con.
Annunciato inizialmente nel 2014 senza alcuna informazione al riguardo, il gioco fu mostrato per la prima volta al pubblico per pochi secondi nel primo trailer del Nintendo Switch del 20 ottobre 2016 per poi essere presentato ufficialmente con dei trailer veri e propri nel corso della conferenza di presentazione della console, tenutasi nel mese di gennaio del 2017, e durante l'E3 2017.

## Accoglienza
| Testata                            | Giudizio |
| ---------------------------------- | -------- |
| Metacritic (media al 03-04-2022)   | 97/100   |
| GameRankings (media al 09-12-2019) | 97.42%   |
| GameSpot                           | 10/10    |
| Famitsū                            | 39/40    |
| IGN                                | 10/10    |
| Nintendo Life                      | 10/10    |
| SpazioGames.it                     | 9.5/10   |

A livello di critica, Super Mario Odyssey è stato accolto in modo estremamente positivo, ricevendo l'attenzione sia dei social network sia degli esperti nel settore videoludico. In particolare i critici sono rimasti affascinati dal fatto che fosse un gioco pieno di segreti e focalizzato molto sull'esplorazione a tal punto da considerarlo uno dei migliori mostrati durante l'E3 2017. Il personale di Metacritic gli ha assegnato un voto di 97 su 100 rendendolo il quinto videogioco sulla piattaforma a ricevere una valutazione molto alta, mentre la rivista Famitsū gli ha dato 39 su 40, lo stesso voto assegnato a Super Mario 64. Andrew Webston di The Verge, invece, ha criticato il fatto che i controlli fossero un po' imprecisi, ma, nonostante ciò, ha lodato la sua portata su Nintendo Switch e la sua esplorazione. Non sono poi mancati IGN e GameSpot che hanno criticato positivamente l'originalità degli sviluppatori dando al gioco un voto di 10 su 10. Prima della chiusura del sito nel 2019, Super Mario Odyssey era il gioco al primo posto con il più alto punteggio complessivo di recensioni positive e perfette in assoluto su GameRankings, posizione in precedenza occupata per 10 anni da Super Mario Galaxy.